# Lütschine
La Lütschine est une rivière coulant en Suisse dans l'Oberland bernois, c'est un affluent de l'Aar. Elle se jette dans le lac de Brienz légèrement en amont d’Interlaken.

## Branches
Elle est formée de deux branches distinctes la Schwarze Lütschine en français : « Lütschine noire » et la Weisse Lütschine en français : « Lütschine blanche » qui se rejoignent dans la localité de Zweilütschinen.
La Lütschine blanche (16 km) prend sa source dans la vallée de Lauterbrunnen et jaillit des glaciers de Tschingel et du Wetterlücken  ainsi que du petit lac d'Oberhore (Oberhoresee, 2 065 m). Ses principaux affluents sont : la Sefinenlütschine, le Trümmelbach, le Staubbabch et le Sausbach. Elle traverse les gorges du Glacier de Grindelwald.
La Lütschine noire (23 km) prend sa source au glacier de Grindelwald. Son nom lui vient de la couleur que lui donnent ses apports d'ardoise. Son principal affluent est le Saxetenbach.
Après sa jonction avec la branche blanche, elle traverse la vallée du Lütschenthal longue de 6 km. Elle se jette dans le lac de Brienz, étant ainsi un affluent de l'Aar.
La vaste plaine qui s'étend entre Interlaken, Wilderswil et Bönigen n'est autre chose qu'un delta de la Lütschine.

## Actualité
Après une série d'éboulements de la moraine, un lac glaciaire s'est formé depuis 2005 sur le glacier de Grindelwald. Sous l'effet du réchauffement climatique le lac grandit chaque année. Il s'est rempli plusieurs fois et a provoqué des inondations dans la vallée, créant d'importants dégâts dans les vallées de Grindelwald et de Lütschental. Pour limiter les nouveaux risques de débordement, un tunnel d'évacuation des eaux est en construction.

## Galerie

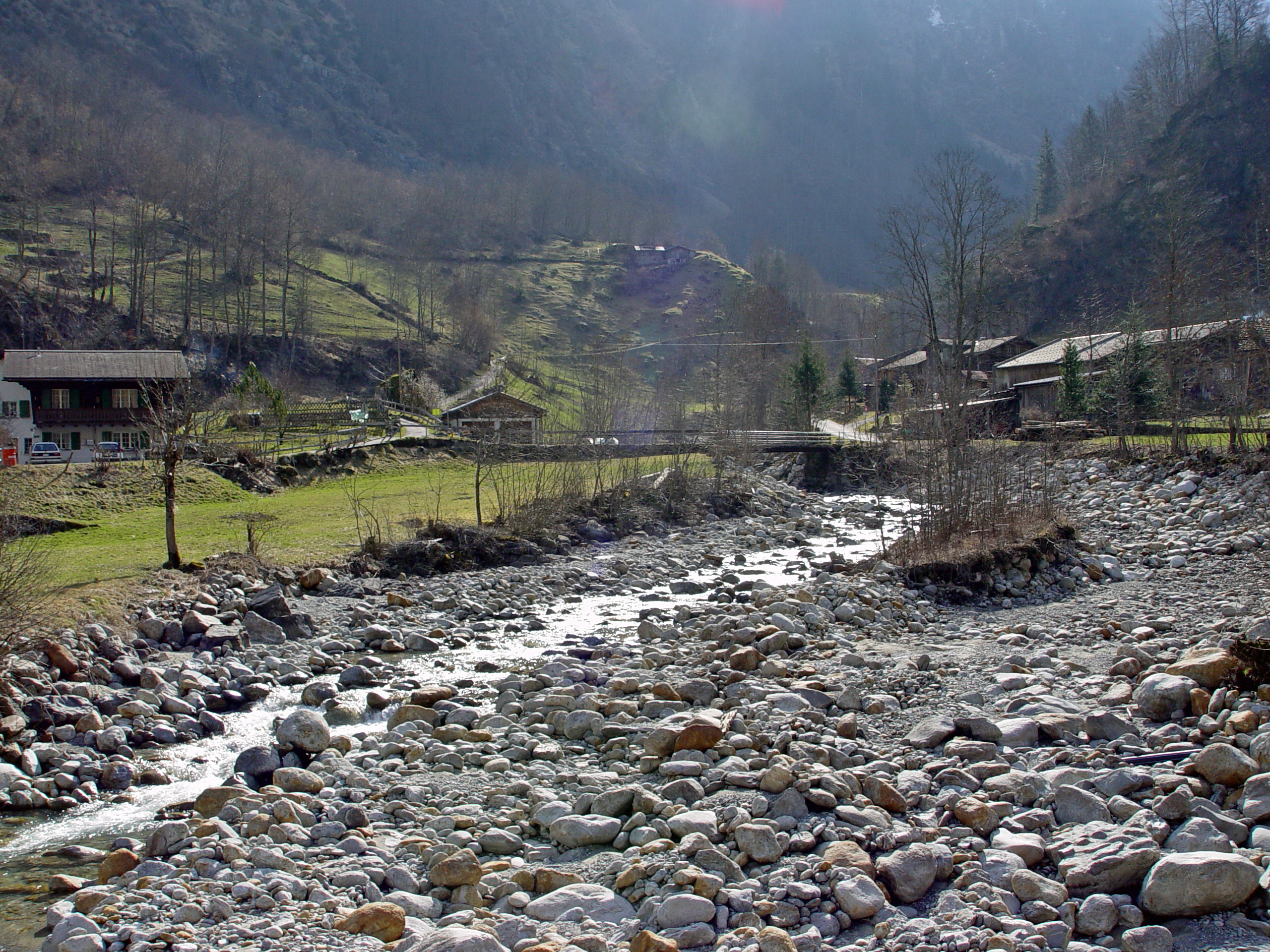
La Lütschine blanche au niveau de Stechelberg (mars 2007).
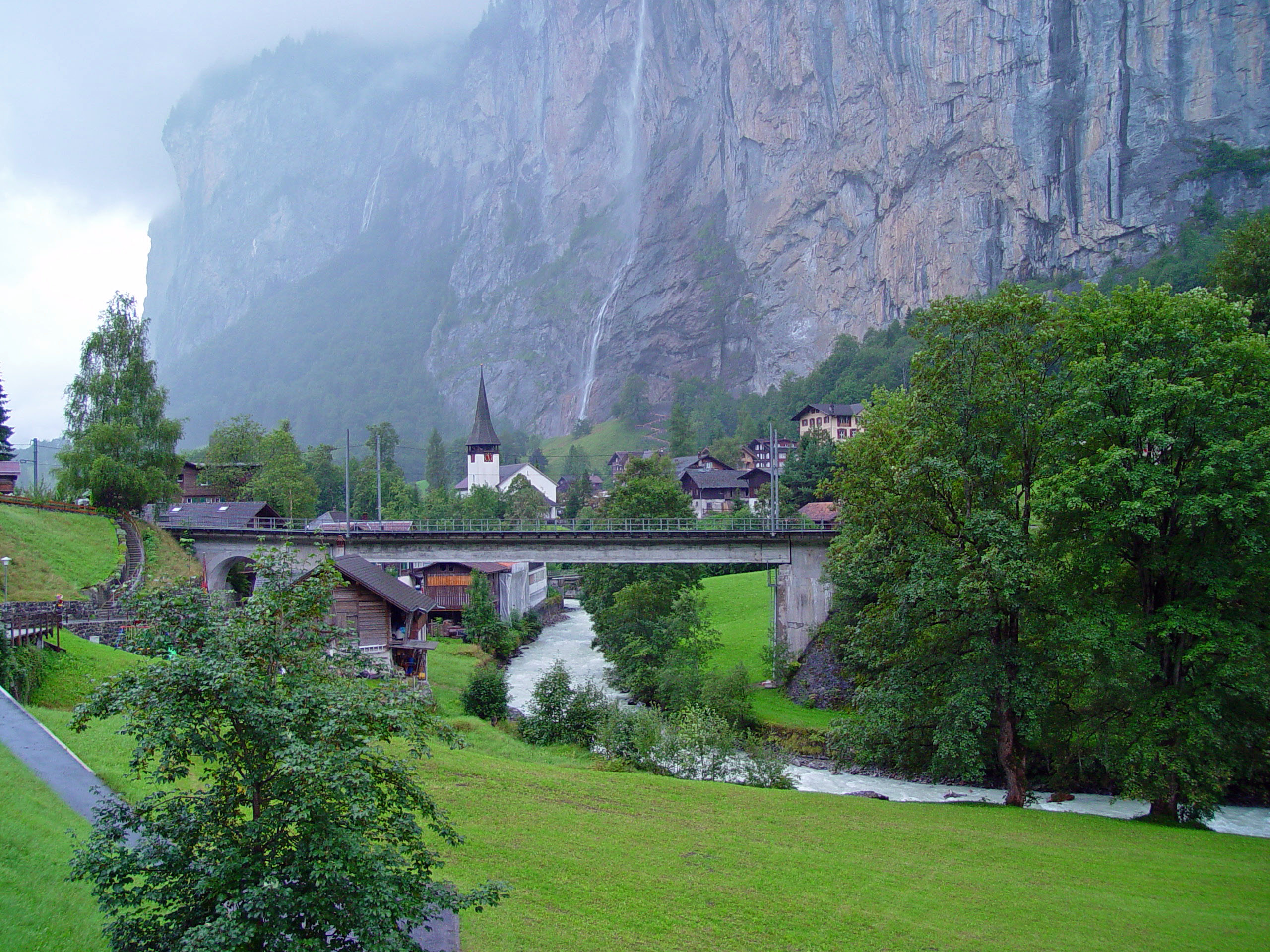
La Lütschine blanche peu avant Lauterbrunnen (mars 2007).
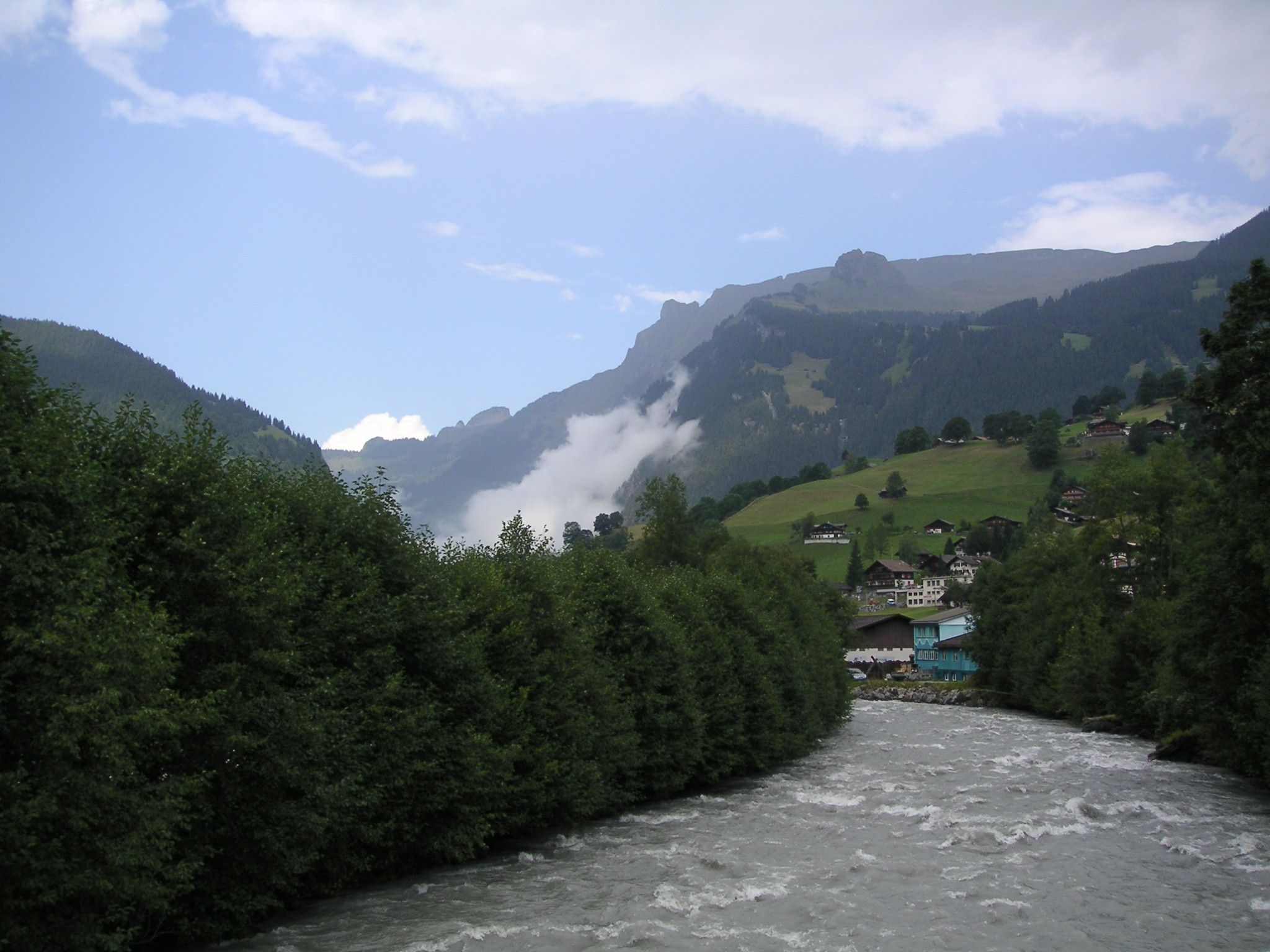
La Lütschine noire peu avant Grindelwald (août 2003).
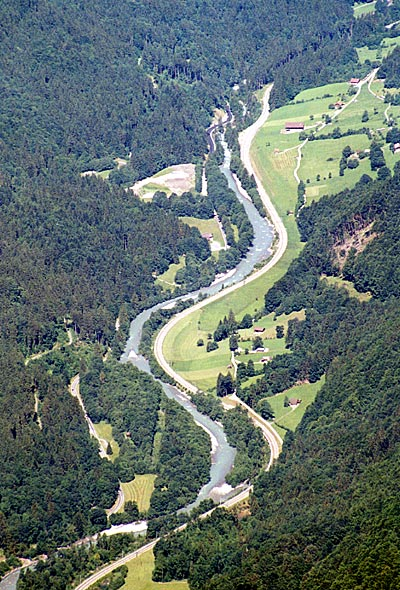
La Lütschine noire entre Zweilütschinen et Wilderswil.